# Matthew Wells
Matthew Wells (Bradford, 19 aprile 1979) è un canottiere britannico.

## Palmarès

### Olimpiadi
- 1 medaglia:
  - 1 bronzo (Pechino 2008 nel due di coppia)

### Mondiali
- 2 medaglie:
  - 1 argento (Karapiro 2010 nel due di coppia)
  - 1 bronzo (Eton 2006 nel due di coppia)